# Кримхильда

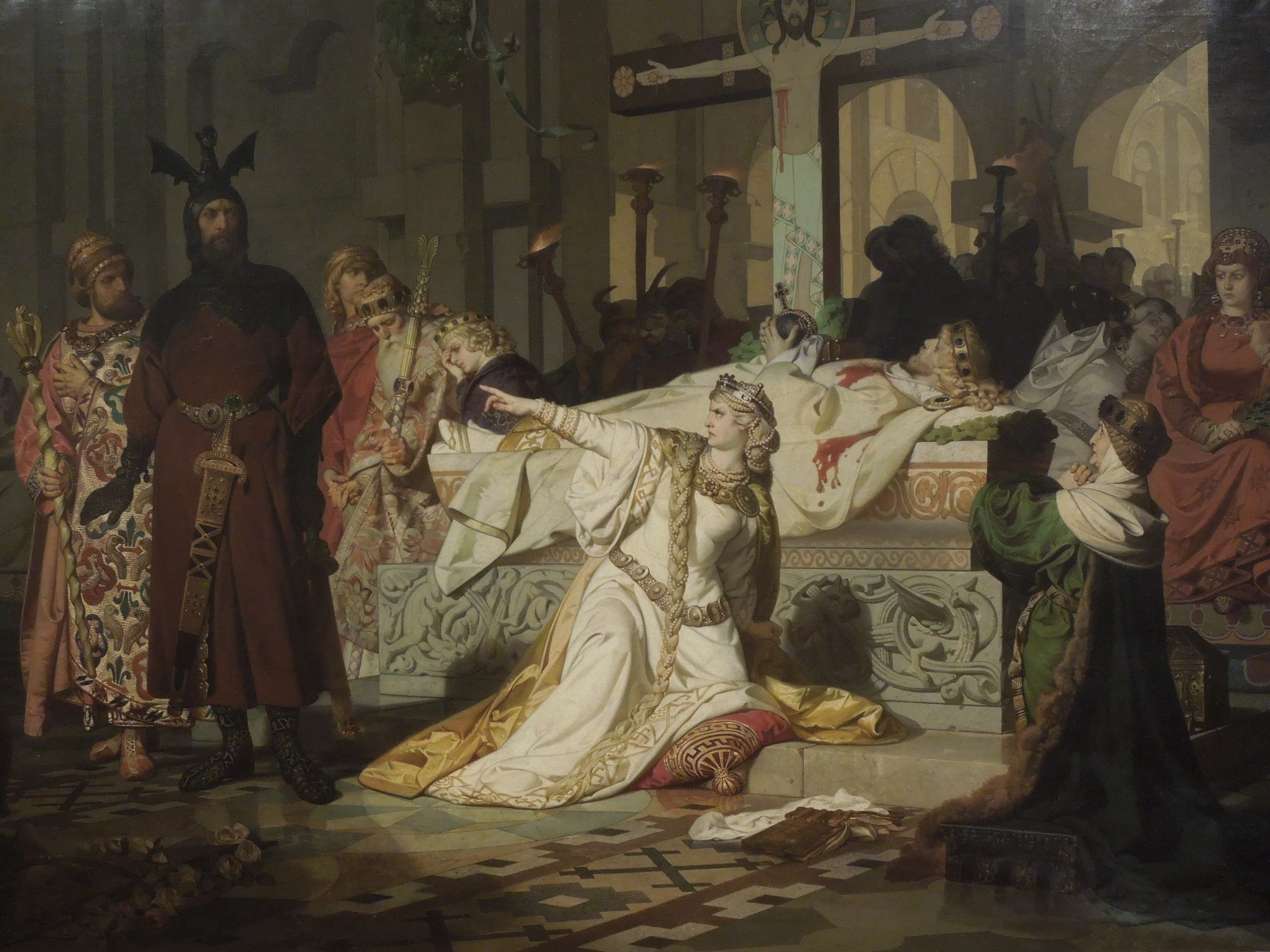
Эмиль Лауфер. «Обвинения Кримхильды», 1881 г.

Кримхильда (ср.-в.-нем. Kriemhilt) — главный женский персонаж средневековой поэмы «Песнь о Нибелунгах»; сестра бургундских королей Гунтера, Гернота и самого младшего Гизельхера. Жена прославленного воителя и короля нидерландцев Зигфрида. Известна необыкновенной красотой, которая обрекла на смерть многих доблестных воинов.
Её именем назван астероид (242) Кримхильда, открытый Иоганном Пализой в 1884 году.

## Биография
Кримхильда, дочь бургундского короля Данкрата и королевы Уты, сестра Гунтера, Гернота и Гизельхера, представляется читателям в первой авентюре.
Жила в земле бургундов девица юных лет.

Знатней её и краше еще не видел свет.

Звалась она Кримхильдой и так была мила,

Что многих красота её на гибель обрекла.
 
Многие воины и знатные особы пытались добиться её руки, однако Кримхильда всем отказывала, так как однажды увидела пророческий сон, в котором увидела гибель своего будущего супруга, и зареклась любить кого-то и выходить замуж.
Коль платится страданьем за счастье человек,

Ни с кем себя венчанием я не свяжу вовек.
 
Однако Кримхильда все же полюбила отважного воина Зигфрида, наслышанная о его подвигах и доблести. Когда Зигфрид, после всех услуг, оказанных бургундским королям, посватался к Кримхильде, её братья с радостью дали своё согласие на брак. После свадьбы Кримхильда с мужем отправились в Ксантен, на его родину, и Зигмунд уступил сыну корону. Десять лет супруги счастливо жили и правили нидерландскими землями, Кримхильда родила наследника, которого назвали в честь дяди Гунтером.
А год пошел десятый — и родила на свет

Его супруга сына на радость всей родне

И к ликованью общему в столице и в стране.
 
Тем временем Брюнхильде, жене Гунтера, не давала покоя мысль, что Зигфрид, которого она считала вассалом своего мужа, не является на службу Гунтеру, а Кримхильда не оказывает своей госпоже почестей.
С какой Кримхильда стати так чванна и горда?

Ведь муж моей золовки поныне наш вассал,

Хотя уже давно у нас на службе не бывал.
 
Брюнхильда уговорила Гунтера позвать Зигфрида и Кримхильду погостить в Вормс, и вскоре нидерландский правитель с супругой и своим престарелым отцом прибыли. Возле входа в собор Кримхильда с Брюнхильдой затеяли ссору под предлогом того, кто из них достоин войти в церковь первым. Брюнхильда заявила, что Кримхильда — лишь жена вассала её мужа, а значит, должна подчиняться ей, а Кримхильда посмеялась над тем, что в первую брачную ночь с Брюнхильдой был не Гунтер, её муж, а Зигфрид. Оскорбив таким образом золовку, Кримхильда первой вошла в собор. Эта ссора послужила завязкой последующих трагических событий.
Кроме того, что Кримхильда спровоцировала эту ссору, она также невольно выдала Хагену, коварному врагу Зигфрида, его слабое место. Перед отъездом Зигфрида на охоту с Гунтером и Хагеном Кримхильду мучают зловещие предчувствия, она уже раскаялась, что рассказала Хагену тайну мужа, но она не смогла уговорить Зигфрида остаться и не ехать. На охоте Хаген, с молчаливого потворства Гунтера, предательски убивает Зигфрида ударом в спину, а после велит отнести его труп Кримхильде. Она горько оплакивает его смерть и жаждет подтверждения своих догадок о том, кто виновен в смерти её мужа.
О горе мне, злосчастной! Сражен ты не в бою,

А пал от рук убийцы — ведь добрый щит твой цел.

Ах, если б только знала я, кто сделать это смел!
 
Она настояла на том, чтобы по древнему обычаю присутствующие на охоте рыцари приблизились к телу Зигфрида, и едва к нему подошёл Хаген, раны убитого снова раскрылись и закровоточили.
Не раз случалось чудо на памяти людей:

Едва лишь приближался к убитому злодей,

Как раны начинали опять кровоточить.

Так удалось и Хагена в то утро уличить.
 
После этого нидерландцы хотели было взяться за оружие, чтобы отомстить за своего короля, но Кримхильда благоразумно остановила их. После торжественных похорон Зигфрида нидерландцы вернулись в Ксантен, Зигмунд звал Кримхильду с ними, но она, поддавшись уговорам родных, осталась в Вормсе, при условии, что Хаген не будет показываться ей на глаза. Три с половиной года после смерти мужа Кримхильда не разговаривала со своим братом Гунтером, пока тот не пришёл к ней с просьбой о примирении и был прощен.
В распоряжение Кримхильды перешёл клад Нибелунгов, которым раньше владел Зигфрид. Его вдова распоряжалась золотом, щедро одаряя служащих ей рыцарей, что вызывало недовольство и зависть Хагена. Он убедил Гунтера отобрать клад у сестры и спрятать его на дне Рейна. Так бургундский король снова нанес своей сестре смертельную обиду.
А для вдовы настала печальная пора.

Её всего лишили — и мужа и добра,

И сердце ей томили обида и кручина,

Предел которым положить сумела лишь кончина.
 
Тринадцать лет Кримхильда жила в Вормсе, оплакивая Зигфрида и скорбя о нём, пока к ней не посватался король гуннов Этцель. Братья Кримхильды дали согласие на этот брак, несмотря на протесты Хагена, и сама она приняла предложение гунна, хотя и не сразу. Кримхильда стала супругой Этцеля и на седьмой год брака родила ему сына, которого окрестили по её настоянию и нарекли Ортлибом. Всего со времени свадьбы прошло тринадцать лет, в течение которых Кримхильду мучила жажда мести и память о нанесенных ей обидах и отнятом счастье с Зигфридом.
Не раз ей вспоминалась былая жизнь её,

И в крае нибелунгов счастливое житье,

И Хаген, поступивший столь беззаконно с нею,

И стала размышлять она, как отомстить злодею. 
 
Кримхильда уговорила Этцеля отправить в Бургундию посольство, чтобы пригласить своих братьев на пир, и вскоре Гунтер, Гернот, Гизельхер, Хаген и множество знатных бургундов прибыли ко двору Этцеля. Во время пира Блёдель, брат Этцеля, по наущению Кримхильды начинает сражение с бургундами, которое оканчивается страшными потерями с обеих сторон, гибелью Гернота, Гизельхера и маленького Ортлиба, а также пленением Гунтера и Хагена. Кримхильда дает слово пощадить своих врагов, но позже нарушает его, приказав обезглавить Гунтера. Она показывает отрубленную голову бургундского короля Хагену и требует назвать ей место, где спрятан клад Нибелунгов, но тот отвечает ей отказом. Тогда Кримхильда убивает его мечом Зигфрида. Увидев, что она нарушила своё слово, Хильдебранд убивает Кримхильду.
Старик, пылая гневом, к Кримхильде подскочил.

Мечом своим тяжелым взмахнул он что есть сил.

Она затрепетала, издав короткий крик,

Но это ей не помогло — удар её настиг.

## Исторический прототип
Образ Кримхильды, которому в скандинавской мифологии соответствует Гудрун, является собирательным и не имеет определённого прототипа. Тем не менее, возник он на основе реальных исторических событий. Известно, что в 436 году н. э. король бургундов Гундахар пал от рук гуннов со своими братьями и дружиной. А в 453 году, как сообщает историк Иордан, гуннский вождь Аттила скоропостижно скончался во сне рядом со своей невестой Ильдико (Хильдико), возможно, причастной к его смерти и, вероятно, имевшей германское происхождение. Со временем в народной памяти два названных события слились, а Ильдико стала Гудрун, умертвившей Аттилу в отместку за предательское убийство братьев. В германских землях, где Аттила (Этцель) был уважаемой фигурой, его собственные злодеяния были отодвинуты на задний план, а убийцей братьев сделалась демонизированная Кримхильда.

## Художественный образ
Образ Кримхильды претерпевает по мере развития событий существенную эволюцию. Первоначально все её поступки носят нормативный характер и основываются на совпадении желаемого и действительного. Затем в поведении Кримхильды неожиданно проявляется качество вполне конкретное, реальное, присущее отнюдь не идеальным натурам — Кримхильда тщеславна, и именно она первой задирает Брюнхильду. Спор о том, чей супруг более могущественный властелин, приводит к непредсказуемым последствиям. Трагическая вина Кримхильды не столько в том, что она затеяла ссору, сколько в том, что она невольно выдала убийце уязвимое место своего мужа. Все последующие десятилетия Кримхильда будет нести чувство вины, от которого, как ей кажется, её освободит только месть. Кримхильда величава в своей скорби по Зигфриду. В этот момент происходит раздвоение образа. Внешне она покорна судьбе и своим братьям. Она остается доживать свой век у них в Вормсе, не порывая кровных уз. Внутренне же она сжигаема одной страстью, стремясь во что бы то ни стало отомстить своим сородичам за смерть супруга. Лишившись мужа, Кримхильда лишается и клада Нибелунгов, что становится ещё одной побудительной причиной мести. Оскорблением памяти Зигфрида является и то, что убийца присвоил его доспехи. Если ссора с Брюнхильдой была результатом чрезмерной гордыни Кримхильды, то, замышляя месть Хагену и Гунтеру, она поступает как глубоко оскорбленная женщина. Сказители не оправдывают Кримхильду, но разносторонне мотивируют её поведение.

## Память
- Имя Кримхильды (Khriemhilde) носила принадлежавшая городу Нюрнбергу крупная бомбарда, упомянутая в документах под 1388 годом. Она весила примерно три тонны и стреляла каменными ядрами весом в 550 кг, а для перевозки её использовалась упряжка из 16 лошадей[4].

## В кино
- «Нибелунги: Зигфрид» / Die Nibelungen: Siegfried (Германия, 1924) — режиссёр Фриц Ланг, в роли Кримхильды Маргарет Шён.
- «Нибелунги» (ФРГ, 1967) — режиссёр Харальд Райнль, в роли Кримхильды — Мария Марлоу[нем.].
- «Кольцо Нибелунгов» (США, 2004) — режиссёр Ули Эдель, в роли Кримхильды — Алисия Уитт.